# Diodesma subterranea
Diodesma subterranea is een keversoort uit de familie somberkevers (Zopheridae). De wetenschappelijke naam van de soort werd in 1829 gepubliceerd door Latreille.